# Sebastian Grochowiak
Sebastian Grochowiak (ur. 14 maja 1977 w Zielonej Górze) znany również jako Bastis i Vlad Ysengrimm – polski wokalista i autor tekstów. 
Współzałożyciel grupy muzycznej Profanum oraz członek grupy Witchmaster. 
W swoich tekstach porusza tematy związane z szeroko pojętym satanizmem, perwersją, przemocą, czasem dotyka także tematów związanych z ludzką egzystencją. W 2005 roku zagrał epizodyczną rolę w filmie pt. Intelekt Kollapse.

## Dyskografia
Profanum
- Under the Black Wings of Emperor (1994, wydanie własne)
- Flowers of Our Black Misanthropy (1996, Astral Wings Records, EBLIS)
- Profanum Aeternum: Eminence of Satanic Imperial Art (listopad, 1997, Pagan Records, Moon CD 666/011, Moon MC 021)
- Musaeum Esotericum (marzec, 2001, Pagan Records, Moon CD 026, Moon MC 036)
- Misantropiae Floris (3 maja 2002[2], Pagan Records, Moon CD 031, Moon MC 041)
- Różni wykonawcy – Under a Pagan Moon: utwór The Serpent Crown (1996, Cyclonic Productions, CDP-001)

Witchmaster
- Masochistic Devil Worship (2002, LP, Pagan Records)
- Sex, Drugs & Satan (2003, 7"EP, Maleficium)
- Satanic Metal (2003, MC, Time Before Time Records)
- Hater OF Fucking Humans (2004, LP, split z zespołem Adorior, Agonia Records)
- Witchmaster (2004, CD, Agonia Records)
- Trucizna (2009, Agonia Records)
- Sex Drugs and Natural Selection (2009, EP, Iron Blood and Death Corp.)
- Antichristus ex utero (2014, Osmose Productions)